# サム・ニール
サム・ニール（Sam Neill, 本名: Nigel John Dermot Neill, DCNZM, OBE, 1947年9月14日 - ）は、北アイルランド生まれのニュージーランドの俳優。

## 来歴
北アイルランドのオマー生まれ。父親は英国軍人（ただしニュージーランド人）、母親は英国人。幼少期にニュージーランドへ移住する。クライストチャーチの名門校クライスト・カレッジを卒業後、カンタベリー大学にて英文学を専攻する。同時期に演劇と出会い、カンタベリー大学を中途退学、ウェリントンへ移りヴィクトリア大学ウェリントンを卒業する。
『わが青春の輝き』に出演していたニールを見た俳優ジェームズ・メイソンがプロデューサーたちに推薦状を書き送ったところ、そのうちの一通が『オーメン』完結編『オーメン/最後の闘争』の主役を探していたハーヴェイ・バーンハートの元に届き、スクリーンテストを受けて採用され、一躍注目されるようになる。
1980年には、イザベル・アジャーニ主演のカルト作品『ポゼッション』で鬼気迫る演技を見せ、ヨーロッパでも顔が知られるようになった。以降は、サスペンスやSFなどで凛としたエリートや屈折した悪役を演じたり、『ケインとアベル』をはじめとするTV映画でも癖のある主人公を演じている。
1991年に大英帝国勲章、2006年にニュージーランド・メリット勲章を授与されている。

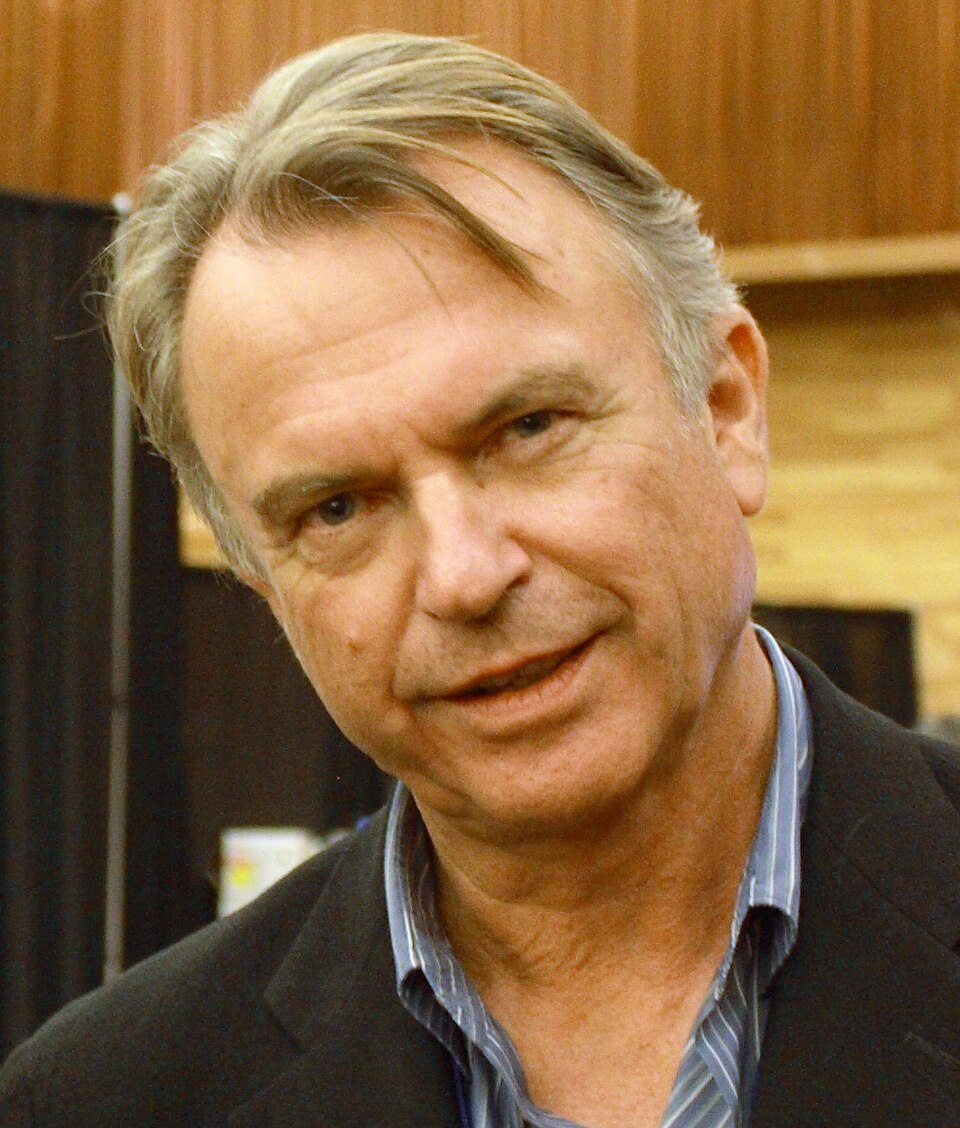
2010年

『007』シリーズの4代目ジェームズ・ボンドの最有力候補としてフィルム・テストも行われていたが、最終的にティモシー・ダルトンが選ばれた。『007 リビング・デイライツ』DVD特典収録のメイキングでは、このエピソードとともに、前述のフィルムの一部も観ることが出来る。

## 私生活
ニュージーランドの女優リサ・ハーロウと結婚、1男を授かるもその後離婚した。『デッド・カーム/戦慄の航海』の撮影現場で知り合った日本人メイクアップ・アーティストの渡辺典子と1989年に再婚、1990年に1女を授かる。現在はニュージーランドのクイーンズタウン在住。

## 主な出演作品

### 映画
| 公開年 | 日本語題 原題                                                          | 役名                                   | 備考                         | 吹き替え |
| ------ | ---------------------------------------------------------------------- | -------------------------------------- | ---------------------------- | --- |
| 1975   | Landfall                                                               | Eric                                   |                              | N/A |
| 1977   | テロリストたちの夜/自由への挽歌 Sleeping Dogs                          | スミス                                 | 日本劇場未公開               | |
| 1979   | わが青春の輝き My Brilliant Career                                     | ハリー                                 |                              | 目黒光祐 |
| 1981   | オーメン/最後の闘争 Omen III: The Final Conflict                       | ダミアン・ソーン                       |                              | 津嘉山正種 |
| 1981   | ポゼッション Possession                                                | マルク                                 |                              | |
| 1982   | メル・ギブソン/特別奇襲戦隊・Z Attack Force Z                          | D・J・コステロ                         | 日本劇場未公開               | |
| 1982   | アイバンホー Ivanhoe                                                   | ブリアン・ド・ボア・ギルベール         | テレビ映画                   | 橋爪功 |
| 1983   | エニグマ奇襲指令/ベルリン暗殺データバンクを強奪せよ! Enigma            | ディミトリ                             | 日本劇場未公開               | |
| 1984   | 他人の血 Le sang des autres                                            | バーグマン                             | 日本劇場未公開               | |
| 1985   | プレンティ Plenty                                                      | ラザー                                 |                              | |
| 1986   | ストロング・メディスン Strong Medicine                                 | ヴィンス・ロード                       | テレビ映画                   | |
| 1987   | 普通の女 The Umbrella Woman                                            | ネヴィル                               |                              | |
| 1988   | デッド・カーム/戦慄の航海 Dead Calm                                    | ジョン・イングラム                     | 日本劇場未公開               | 小川真司 |
| 1988   | クライ・イン・ザ・ダーク Evil Angels                                   | マイケル・チェンバレン                 |                              | |
| 1990   | レッド・オクトーバーを追え! The Hunt for Red October                   | ボロディン副艦長                       |                              | 西村知道（ソフト版） 池田勝（TBS版） 小川真司（テレビ朝日版）                                                                                       |
| 1990   | チャイナシャドー Shadow of China                                       | テレビレポーター                       |                              | |
| 1990   | デス・イン・ブランズウィック Death in Brunswick                        | カール・フィッツジェラルド（クッキー） |                              | |
| 1991   | フィーバー/非情の標的 Fever                                            | エリオット                             | テレビ映画                   | |
| 1991   | 夢の涯てまでも Bis ans Ende der Welt                                   | ユージーン・フィッツパトリック         |                              | |
| 1991   | 風に向かって One Against the Wind                                      | ジェームズ・レガット                   | テレビ映画                   | 瑳川哲朗 |
| 1992   | 透明人間 Memoirs of an Invisible Man                                   | デヴィッド・ジェンキンス               |                              | 千田光男（ソフト版） 菅生隆之（テレビ朝日版） |
| 1992   | ダーティ・ゲーム/堕ちた工作員 Hostage                                  | ジョン                                 | 日本劇場未公開               | |
| 1993   | ファミリー・ピクチャーズ Family Pictures                               | デヴィッド                             | テレビ映画                   | |
| 1993   | ピアノ・レッスン The Piano                                             | アリスディア・スチュワート             |                              | 鈴置洋孝 |
| 1993   | レインボー・ウォリアー/爆破指令 The Rainbow Warrior                    | アラン                                 | テレビ映画                   | |
| 1993   | ジュラシック・パーク Jurassic Park                                     | アラン・グラント博士                   |                              | 富山敬 |
| 1994   | 泉のセイレーン Sirens                                                  | ノーマン・リンゼイ                     |                              | |
| 1994   | ジャングル・ブック Rudyard Kipling's The Jungle Book                   | ジェフリー・ブライドン                 |                              | 有本欽隆（VHS版） 小川真司（テレビ朝日版） |
| 1994   | マウス・オブ・マッドネス In the Mouth of Madness                       | ジョン・トレント                       |                              | 安原義人 |
| 1995   | 光と闇の伝説 コリン・マッケンジー Forgotten Silver                     | 本人                                   | モキュメンタリー             | |
| 1995   | 恋の闇 愛の光 Restoration                                              | チャールズ2世                          |                              | 大林隆介 |
| 1996   | 革命の子供たち Children of the Revolution                              | デヴィッド / ナイン                    |                              | |
| 1996   | 冷血 In Cold Blood                                                     | アルヴィン・デューイー捜査官           | テレビ映画                   | 小川真司 |
| 1996   | ヴィクトリー/遥なる大地 Victory                                        | ジョーンズ                             | 日本劇場未公開               | 池田勝 |
| 1997   | グリム・ブラザーズ/スノーホワイト Snow White: A Tale of Terror         | フレデリック・ホフマン                 |                              | 石波義人 |
| 1997   | イベント・ホライゾン Event Horizon                                     | ウィリアム・ウェア博士                 |                              | 菅生隆之 |
| 1998   | モンタナの風に抱かれて The Horse Whisperer                             | ロバート・マクレーン                   |                              | 石塚運昇 |
| 1999   | アンドリューNDR114 The Bicentennial Man                                | リチャード・マーティン                 |                              | 牛山茂（ソフト版） 磯部勉（日本テレビ版） |
| 2000   | 月のひつじ The Dish                                                    | クリフ                                 |                              | 佐々木勝彦 |
| 2001   | SS-192 Submerged                                                       | チャールズ・モムセン                   | テレビ映画                   | 松井範雄 |
| 2001   | ジュラシック・パークIII Jurassic Park III                              | アラン・グラント博士                   |                              | 小川真司 |
| 2002   | N.Y.犯罪潜入捜査官 Framed                                              | エディ                                 | テレビ映画                   | 隈本吉成 |
| 2002   | ドクトル・ジバゴ Doctor Zhivago                                        | コマロフスキー                         | テレビ映画                   | 谷口節 |
| 2004   | 愛をつづる詩 Yes                                                       | アンソニー                             |                              | （吹き替え版なし） |
| 2004   | ウィンブルドン Wimbledon                                               | デニス・ブラッドベリー                 |                              | 星野充昭 |
| 2005   | リトル・フィッシュ Little Fish                                         | ジョッキー                             | 日本劇場未公開               | （吹き替え版なし） |
| 2007   | エンジェル Angel                                                       | セオ・ギルブライト                     |                              | 小川真司 |
| 2009   | IN HER SKIN/イン・ハー・スキン In Her Skin                             | リード氏                               | 日本劇場未公開               | （吹き替え版なし） |
| 2009   | デイブレイカー Daybreakers                                             | チャールズ・ブロムリー                 |                              | 金尾哲夫 |
| 2009   | ファンタスティック・ストーン 邪悪な魔獣と導かれし者 Under the Mountain | ジョーンズ                             | 日本劇場未公開               | 不明 |
| 2010   | ガフールの伝説 Legend of the Guardians: The Owls of Ga'Hoole           | アロミア                               | 声の出演                     | 金尾哲夫 |
| 2011   | ドラゴン・パール 謎の皇帝のドラゴンボール The Dragon Pearl             | クリス                                 | 日本劇場未公開               | 不明 |
| 2011   | ハンター The Hunter                                                    | ジャック・ミンディ                     |                              | 星野充昭 |
| 2012   | 君への誓い The Vow                                                     | ビル・ソーントン                       |                              | 石塚運昇 |
| 2013   | 大脱出 Escape Plan                                                     | カイリー医師                           |                              | 谷昌樹 |
| 2013   | マライアと失われた秘宝の謎 The Adventurer: The Curse of the Midas Box  | オットー・ルガー                       | 日本劇場未公開               | 辻津路 |
| 2014   | 幸せになるための5秒間 A Long way Down                                  | クリス                                 | 日本劇場未公開               | （吹き替え版なし） |
| 2015   | 心霊ドクターと消された記憶 Backtrack                                   | ダンカン・スチュワート                 |                              | 広瀬彰勇 |
| 2016   | ハント・フォー・ザ・ワイルダーピープル Hunt for the Wilderpeople       | ヘック                                 |                              | 不明 |
| 2017   | マイティ・ソー バトルロイヤル Thor: Ragnarok                           | オーディン役者                         | カメオ出演（クレジットなし） | 宮崎敦吉 |
| 2018   | トレイン・ミッション The Commuter                                      | ホーソーン警部                         |                              | 世古陽丸 |
| 2018   | ピーターラビット Peter Rabbit                                          | マグレガーさん トミー・ブロック        | 後者は声の出演               | 糸博（劇場公開版〈マグレガー〉） こばたけまさふみ（劇場公開版〈トミー〉） こばたけまさふみ（機内上映版〈マグレガー〉） 不明（機内上映版〈トミー〉） |
| 2019   | ライド・ライク・ア・ガール Ride Like a Girl                            | パディ・ペイン                         |                              | （吹き替え版なし） |
| 2019   | ブラックバード 家族が家族であるうちに Blackbird                        | ポール                                 |                              | （吹き替え版なし） |
| 2020   | Rams                                                                   | Colin                                  |                              | N/A |
| 2020   | Daisy Quokka: World's Scariest Animal                                  | Frankie Scales                         | 声の出演                     | N/A |
| 2021   | ピーターラビット2/バーナバスの誘惑 Peter Rabbit 2: The Runaway         | トミー・ブロック                       | 声の出演                     | こばたけまさふみ |
| 2022   | ジュラシック・ワールド/新たなる支配者 Jurassic World: Dominion         | アラン・グラント博士                   |                              | 菅生隆之（劇場公開版、ザ・シネマ版） |
| 2022   | ソー:ラブ&サンダー Thor: Love and Thunder                              | オーディン役者                         |                              | 宮崎敦吉 |
| 2023   | アサシン・クラブ Assassin Club                                         | ジョーダン・カールドウェル             | 日本劇場未公開               | 菅生隆之 |
| 2027   | Godzilla x Kong: Supernova                                             | TBA                                    | 撮影中                       | |

### テレビシリーズ
| 放映年    | 日本語題 原題                                         | 役名                           | 備考                                         | 吹き替え   |
| --------- | ----------------------------------------------------- | ------------------------------ | -------------------------------------------- | ---------- |
| 1983      | スパイ・エース Reilly: Ace of Spies                   | シドニー・ライリー             | ミニシリーズ                                 |            |
| 1985      | ケインとアベル/権力と復讐にかけた男の情熱 Kane & Abel | ウィリアム・ローウェル・ケイン | ミニシリーズ                                 |            |
| 1987      | アメリカ Amerika                                      | アンドレイ・デニソフ           | ミニシリーズ                                 |            |
| 1994      | ザ・シンプソンズ The Simpsons                         | モロイ                         | 声の出演 シーズン5第11話「怪盗サム・ニール」 | 小島敏彦   |
| 1998      | エクスカリバー 聖剣伝説 Merlin                        | マーリン                       | ミニシリーズ                                 | 鈴置洋孝   |
| 1999      | バミューダ・トライアングル Bermuda Triangle           | エリック・ベネラル             | ミニシリーズ                                 |            |
| 2006      | エクスカリバーII 伝説の聖杯 Merlin's Apprentice       | マーリン                       | ミニシリーズ                                 | 江原正士   |
| 2007      | THE TUDORS〜背徳の王冠〜 The Tudors                   | トマス・ウルジー               | 計10話出演                                   | 佐々木敏   |
| 2008-2010 | クルーソー Crusoe                                     | ブラックソーン                 | 計14話出演                                   |            |
| 2010      | Happy Town                                            | メリット                       | 計8話出演                                    | N/A        |
| 2011      | デイアフター2020 首都大凍結 Ice                       | アンソニー・キャヴァナー       | ミニシリーズ                                 | 野島昭生   |
| 2012      | ALCATRAZ/アルカトラズ Alcatraz                        | エマーソン・ハウザー           | 計13話出演                                   | 小川真司   |
| 2013      | ピーキー・ブラインダーズ Peaky Blinders               | チェスター・キャンベル         | 計12話出演                                   | 内田直哉   |
| 2013      | Harry                                                 | ジム・ストックトン             | 計6話出演                                    | N/A        |
| 2015      | そして誰もいなくなった And Then There Were None       | ジョン・マッカーサー           | ミニシリーズ                                 | 菅生隆之   |
| 2019      | 僕らを作った映画たち                                  | 本人役                         | Netflix制作/ドキュメンタリー                 | 菅生隆之   |
| 2021      | インベージョン Invasion                               | ジョン・ベル・タイソン保安官   | シーズン1第1話「最後の日」                   | 菅生隆之   |
| 2022-     | The Twelve                                            | Brett Colby SC                 | 計18話出演                                   | N/A        |
| 2023      | 失踪 〜母が消えた日〜 Apples Never Fall               | スタン・ディレイニー           | ミニシリーズ 計7話出演                       | 佐々木勝彦 |

## 日本語吹き替え
主に担当しているのは以下の二人である。
小川真司
『デッド・カーム/戦慄の航海』（テレビ東京版）で初担当。以降、2015年に亡くなるまで最も多く担当していた。
菅生隆之
『透明人間』（テレビ朝日版）で初担当。『そして誰もいなくなった』で再登板を果たし、以降は上述の小川に代わる形で多く吹き替えを担当している。そのほかにも小川の持ち役を多く引き継いでおり、『ジュラシック・ワールド/新たなる支配者』（劇場公開版、ザ・シネマ版のいずれも担当）で担当した際には、前任であった小川に思いを寄せたコメントをしている。
また、代表作である『ジュラシック・パーク』では富山敬が担当した。
このほかにも、池田勝、鈴置洋孝、石塚運昇、佐々木勝彦、星野充昭、金尾哲夫などが複数回、声を当てている。